# 灵龙镇
灵龙镇，是中华人民共和国陕西省商洛市镇安县一个已撤销的乡级行政区，2015年，陕西省民政厅批复同意撤销灵龙镇，将其所辖的三义村划归大坪镇，其余划归米粮镇。